# Asphärischer Raum
In der Mathematik ist der Begriff der Asphärizität in Geometrie und Topologie von Bedeutung. Ein topologischer Raum {\displaystyle X} wird als asphärischer Raum bezeichnet, wenn er wegzusammenhängend ist und alle seine höheren Homotopiegruppen verschwinden, das heißt {\displaystyle \pi _{n}(X)=0} für {\displaystyle n\geq 2}.
Asphärische geschlossene Mannigfaltigkeiten kommen in der Differentialgeometrie häufig vor und spielen auch in der Homotopietheorie eine große Rolle. Interessante geometrische Konstruktionen führen auf asphärische geschlossene Mannigfaltigkeiten, z. B. nicht-positiv gekrümmte Mannigfaltigkeiten, geschlossene Flächen mit Ausnahme von {\displaystyle S^{2}} und {\displaystyle \mathbb {R} P^{2}}, irreduzible, geschlossene 3-Mannigfaltigkeiten mit unendlicher Fundamentalgruppe, oder lokal symmetrische Räume nichtkompakten Typs. Andererseits gibt es auch exotische asphärische geschlossene Mannigfaltigkeiten, die nicht aus Standardkonstruktionen stammen und unerwartete Eigenschaften haben, z. B. deren universelle Überlagerung nicht homöomorph zum {\displaystyle \mathbb {R} ^{n}} ist und die nicht triangulierbar sind. Die wichtigsten Konstruktionsmethoden sind hier der Spiegelungstrick und Hyperbolisierung.
Der Homotopietyp eines asphärischen CW-Komplexes hängt nur von der Fundamentalgruppe ab. Die Borel-Vermutung sagt voraus, dass asphärisch geschlossene topologische Mannigfaltigkeiten topologisch starr sind, also durch ihre Fundamentalgruppe bereits bis auf Homöomorphismus festgelegt.

## Homotopie-Klassifikation topologischer Räume
Aus Sicht der Homotopietheorie wird ein asphärischer CW-Komplex vollständig durch seine Fundamentalgruppe bestimmt.
Zwei asphärische CW-Komplexe sind genau dann homotopieäquivalent, wenn ihre Fundamentalgruppen isomorph sind (Satz von Whitehead).
Die Asphärizität von CW-Komplexen lässt sich wie folgt charakterisieren: ein CW-Komplex {\displaystyle X} ist genau dann asphärisch, wenn er zusammenhängend ist und seine universelle Überlagerung {\displaystyle {\widetilde {X}}} zusammenziehbar ist.
Ein asphärischer CW-Komplex mit Fundamentalgruppe {\displaystyle \pi } ist ein Eilenberg-MacLane-Raum {\displaystyle K(\pi ,1)} und der klassifizierende Raum {\displaystyle B\pi } für Bündel mit (diskreter) Strukturgruppe {\displaystyle \pi }.

## Beispiele für asphärische Mannigfaltigkeiten

### Nicht-positive Krümmung
Sei {\displaystyle M} eine geschlossene differenzierbare Mannigfaltigkeit. Wenn {\displaystyle M} eine riemannsche Metrik besitzt, deren Schnittkrümmung nicht-positiv ist, d. h. überall {\displaystyle \leq 0} ist, dann erbt die universelle Überlagerung {\displaystyle {\widetilde {M}}} eine vollständige riemannsche Metrik, deren Schnittkrümmung nicht-positiv ist. Da {\displaystyle {\widetilde {M}}} einfach zusammenhängend ist, folgt dann aus dem Satz von Cartan-Hadamard, dass {\displaystyle {\widetilde {M}}} zu {\displaystyle \mathbb {R} ^{n}} diffeomorph und daher zusammenziehbar ist. Deshalb ist {\displaystyle {\widetilde {M}}} und damit auch {\displaystyle M} asphärisch.

### Niedrige Dimensionen
Eine zusammenhängende, geschlossene 1-dimensionale Mannigfaltigkeit ist homöomorph zu {\displaystyle S^{1}} und daher asphärisch.
Sei {\displaystyle M} eine zusammenhängende, geschlossene 2-dimensionale Mannigfaltigkeit. Dann ist {\displaystyle M} entweder asphärisch oder homöomorph zu {\displaystyle S^{2}} oder {\displaystyle \mathbb {R} P^{2}}. Die folgenden Aussagen sind äquivalent:
1. {\displaystyle M} ist asphärisch.
2. {\displaystyle M} lässt eine riemannsche Metrik zu, die flach ist, d. h. mit Schnittkrümmung konstant 0, oder hyperbolisch, d. h. mit Schnittkrümmung konstant −1.
3. Die universelle Überlagerung von {\displaystyle M} ist homöomorph zu {\displaystyle \mathbb {R} ^{2}}.

Eine zusammenhängende, geschlossene 3-Mannigfaltigkeit {\displaystyle M} heißt prim, wenn für jede Zerlegung als zusammenhängende Summe {\displaystyle M\cong M_{0}\sharp M_{1}} einer der Summanden {\displaystyle M_{0}} oder {\displaystyle M_{1}} homöomorph zu {\displaystyle S^{3}} ist. Sie heißt irreduzibel, wenn jede eingebettete Sphäre {\displaystyle S^{2}} eine Vollkugel {\displaystyle D^{3}} berandet. Jede irreduzible, geschlossene 3-Mannigfaltigkeit ist prim und eine prime geschlossene 3-Mannigfaltigkeit ist entweder irreduzibel oder ein {\displaystyle S^{2}}-Bündel über {\displaystyle S^{1}}. Eine geschlossene, orientierbare 3-Mannigfaltigkeit ist genau dann asphärisch, wenn sie irreduzibel ist und unendliche Fundamentalgruppe hat. Dies folgt aus dem Sphärensatz. Thurstons Geometrisierungsvermutung impliziert, dass eine geschlossene 3-Mannigfaltigkeit genau dann asphärisch ist, wenn ihre universelle Überlagerung homöomorph zu {\displaystyle \mathbb {R} ^{3}} ist. Es gibt Beispiele für geschlossene, orientierbare 3-Mannigfaltigkeiten, die asphärisch sind, aber keine riemannsche Metrik mit nicht-positiver Schnittkrümmung besitzen.

### Torsionsfreie diskrete Untergruppen von fast-zusammenhängenden Lie-Gruppen
Sei {\displaystyle L} eine Lie-Gruppe mit endlich vielen Wegzusammenhangskomponenten. Sei {\displaystyle K\subset L} eine maximal kompakte Untergruppe. Sei {\displaystyle \Gamma \subset L} eine diskrete, torsionsfreie Untergruppe. Dann ist {\displaystyle M=\Gamma \backslash L/K} eine asphärische geschlossene Mannigfaltigkeit mit Fundamentalgruppe {\displaystyle \Gamma }, da ihre universelle Überlagerung {\displaystyle L/K} für geeignetes {\displaystyle n} zu {\displaystyle \mathbb {R} ^{n}} diffeomorph ist.

### Produkte und Faserungen
Offensichtlich ist das Produkt {\displaystyle X\times Y} zweier asphärischer Räume wieder asphärisch. Wenn allgemeiner {\displaystyle F\to E\to B} eine Faserung mit asphärischen Räumen {\displaystyle B} und {\displaystyle F} ist, zeigt die lange exakte Homotopiesequenz, dass {\displaystyle E} asphärisch ist.

### Pushouts
Sei {\displaystyle X} ein CW-Komplex mit Unter-CW-Komplexen {\displaystyle X_{0},X_{1}} und {\displaystyle X_{2}}, so dass {\displaystyle X=X_{1}\cup X_{2}} und {\displaystyle X_{0}=X_{1}\cap X_{2}}. Angenommen, {\displaystyle X_{0},X_{1}} und {\displaystyle X_{2}} sind asphärisch und für {\displaystyle i=0,1,2} und jeden Basispunkt {\displaystyle x_{i}\in X_{i}} induziert die Inklusion eine injektive Abbildung {\displaystyle \pi _{1}(X_{i},x_{i})\to \pi _{1}(X,x_{i})}. Dann ist {\displaystyle X} asphärisch. Dies folgt aus dem Satz von Hurewicz und einer Anwendung des Mayer-Vietoris-Arguments.

### Hyperbolisierung
Eine sehr wichtige Konstruktionsmethode von asphärischen, geschlossenen Mannigfaltigkeiten ist Gromovs Hyperbolisierung von Zellkomplexen. Sie verwandelt einen Zellkomplex in ein nicht positiv-gekrümmtes (und damit asphärisches) Polyeder. Da die Konstruktion lokale Strukturen bewahrt, werden Mannigfaltigkeiten zu Mannigfaltigkeiten.
Man beginnt mit einem endlichdimensionalen Simplizialkomplex {\displaystyle \Sigma } und weist ihm einen kubischen Zellkomplex {\displaystyle h(\Sigma )} und eine natürliche Abbildung {\displaystyle c\colon h(\Sigma )\to \Sigma } mit den folgenden Eigenschaften zu:
- {\displaystyle h(\Sigma )} ist nicht-positiv gekrümmt und insbesondere asphärisch;
- Die natürliche Abbildung {\displaystyle c\colon h(\Sigma )\to \Sigma } induziert eine surjektive Abbildung in ganzzahliger Homologie;
- {\displaystyle \pi _{1}(f)\colon \pi _{1}(h(\Sigma ))\to \pi _{1}(\Sigma )} ist surjektiv;
- Wenn {\displaystyle \Sigma } eine orientierbare Mannigfaltigkeit ist, dann gilt:

1. {\displaystyle h(\Sigma )} ist eine Mannigfaltigkeit;
2. Die natürliche Abbildung {\displaystyle c\colon h(\Sigma )\to \Sigma } hat Abbildungsgrad Eins;
3. Es gibt einen stabilen Isomorphismus zwischen dem Tangentialbündel {\displaystyle T(h(\Sigma ))} und dem Pullback {\displaystyle c^{*}T\Sigma }.

### Exotische asphärische geschlossene Mannigfaltigkeiten
Davis-Januszkiewicz bewiesen, dass es eine asphärisch geschlossene 4-Mannigfaltigkeit {\displaystyle N} mit den folgenden Eigenschaften gibt:
1. {\displaystyle N} ist zu keiner PL-Mannigfaltigkeit homotopie-äquivalent;
2. {\displaystyle N} ist nicht triangulierbar, d. h. nicht homöomorph zu einem Simplizialkomplex;
3. Die universelle Überlagerung {\displaystyle {\widetilde {N}}} ist nicht homöomorph zu {\displaystyle \mathbb {R} ^{4}};
4. {\displaystyle N} ist homotopie-äquivalent zu einem stückweise flachen, nicht-positiv gekrümmten Polyeder.

Weiter bewiesen Davis-Januszkiewicz, dass es für jedes {\displaystyle n\geq 4} eine asphärische, geschlossene {\displaystyle n}-Mannigfaltigkeit gibt, die zu keiner PL-Mannigfaltigkeit homotopie-äquivalent ist, dass es für jedes {\displaystyle n\geq 4} eine asphärische, geschlossene {\displaystyle n}-dimensionale Mannigfaltigkeit gibt, deren universelle Überlagerung nicht zum {\displaystyle \mathbb {R} ^{n}} homöomorph ist,
und dass es für jedes {\displaystyle n\geq 5} eine asphärische, geschlossene, glatte {\displaystyle n}-dimensionale Mannigfaltigkeit {\displaystyle N} gibt, die zu einem negativ gekrümmten Polyeder homöomorph ist und insbesondere eine hyperbolische Fundamentalgruppe hat, und deren universelle Überlagerung homöomorph zum {\displaystyle \mathbb {R} ^{n}} ist, die aber nicht homöomorph zu einer glatten Mannigfaltigkeit mit Riemannscher Metrik negativer Schnittkrümmung ist.
Nach Ergebnissen von Belegradek, Mess und Weinberger hat man:
1. Für jedes {\displaystyle n\geq 4} gibt es eine asphärische, geschlossene Mannigfaltigkeit der Dimension {\displaystyle n}, deren Fundamentalgruppe eine unendlich teilbare abelsche Gruppe enthält;
2. Für jedes {\displaystyle n\geq 4} gibt es eine asphärische, geschlossene Mannigfaltigkeit der Dimension {\displaystyle n}, deren Fundamentalgruppe ein unlösbares Wortproblem hat und deren simpliziales Volumen ungleich Null ist.

Man beachte, dass eine endlich präsentierte Gruppe mit unlösbarem Wortproblem keine CAT(0)-Gruppe ist, nicht hyperbolisch, nicht automatisch, nicht asynchron automatisch, nicht residuell endlich und nicht linear über einen kommutativen Ring.
Der Beweis der Konstruktion beruht auf dem Spiegelungstrick, der wie folgt zusammengefasst werden kann.
Sei {\displaystyle G} eine Gruppe, die ein endliches Modell für den klassifizierenden Raum {\displaystyle BG} besitzt. Dann gibt es eine asphärische, geschlosseneMannigfaltigkeit {\displaystyle M} und zwei Abbildungen {\displaystyle i\colon BG\to M} und {\displaystyle r\colon M\to BG}, so dass {\displaystyle r\circ i=\operatorname {id} _{BG}}.
Eine weitere unmittelbare Anwendung des Spiegelungstricks ist, dass viele bekannte Vermutungen über Gruppen mit endlichen Modell für {\displaystyle BG} genau dann gelten, wenn sie für die Fundamentalgruppe jeder asphärischen, geschlossenen Mannigfaltigkeit gelten. Dies gilt zum Beispiel für die Kaplansky-Vermutung, Einheitsvermutung, Null-Divisor-Vermutung, Baum-Connes-Vermutung, Farrell-Jones-Vermutung für algebraische K-Theorie für reguläre Ringe, Farrell-Jones-Vermutung für algebraische L-Theorie, das Verschwinden von {\displaystyle {\widetilde {K}}_{0}(\mathbb {Z} G)} und der Whitehead-Gruppe {\displaystyle Wh(G)}.

## Poincaré-Dualitätsgruppen
Eine Gruppe {\displaystyle G} wird als Poincaré-Dualitätsgruppe der Dimension {\displaystyle n} bezeichnet, wenn die folgenden Bedingungen erfüllt sind:
1. Die Gruppe {\displaystyle G} ist vom Typ FP, d. h. das triviale {\displaystyle \mathbb {Z} G}-Modul {\displaystyle \mathbb {Z} } besitzt eine endlich-dimensionale projektive {\displaystyle \mathbb {Z} G}-Auflösung durch endliche erzeugte projektive {\displaystyle \mathbb {Z} G}-Moduln;
2. Es gibt einen Isomorphismus abelscher Gruppen {\displaystyle H^{i}(G;\mathbb {Z} G)\cong \left\{{\begin{array}{ll}0&i\not =n\\\mathbb {Z} &i=n\end{array}}\right\}.}

Man vermutet, dass eine endlich präsentierte Gruppe genau dann eine {\displaystyle n}-dimensionale Poincaré-Dualitätsgruppe ist, wenn es sich um die Fundamentalgruppe einer asphärischen, geschlossenen {\displaystyle n}-dimensionalen topologischen Mannigfaltigkeit handelt. Bewiesen ist das nur in Spezialfällen.